# Pracovní tábor
Pracovní tábor je tábor, kde jsou ubytovány osoby podrobené nuceným pracím.
Pracovní tábory určené pro politické vězně jsou charakteristickým znakem diktátorských a totalitních režimů, které tak své odpůrce nejen omezují na svobodě, ale ještě i vykořisťují.
V extrémních případech – nejznáměji nacistické a komunistické – jsou pracovní tábory zároveň tábory vyhlazovacími, když se předpokládá, že vězni následkem úmyslně tvrdých podmínek brzy zemřou.